# Camptoscaphiella zayu
Espèce
Camptoscaphiella zayu est une espèce d'araignées aranéomorphes de la famille des Oonopidae.

## Distribution
Cette espèce est endémique du Tibet en Chine,. Elle se rencontre dans le xian de Zayü.

## Description
Le mâle holotype mesure 1,91 mm et la femelle paratype 2,37 mm.

## Systématique et taxinomie
Cette espèce a été décrite par Tong et Li en 2024.

## Étymologie
Son nom d'espèce lui a été donné en référence au lieu de sa découverte, le xian de Zayü.

## Publication originale
- Wang, Tong & Li, 2024 : « Four new species of the genus Camptoscaphiella Caporiacco, 1934 (Araneae, Oonopidae) from Xizang, China. » ZooKeys, vol. 1208, p. 81-98 (texte intégral).